# Ordine di battaglia della battaglia di Cassino
Ordine di battaglia della battaglia di Cassino al primo gennaio 1944.

## Alleati
- Allied Forces Headquarters - Mediterranean (AFHQ) (Comando alleato del Mediterraneo): generale Henry Maitland Wilson

## 15th Army Group (15º Gruppo d'armate)
Comandante del 15º gruppo d'armate (denominato dal marzo 1944 Allied Armies in Italy): generale Harold Alexander
Capo di stato maggiore: tenente generale John Harding

### U.S. Fifth Army (5ª Armata)
tenente generale Mark Clark

#### II Corps (II Corpo statunitense)
maggiore generale Geoffrey Keyes
-  1st Armored Division (1ª Divisione corazzata statunitense): maggiore generale Ernest N. Harmon
  - 1st Armored Infantry Regiment (1º reggimento fanteria corazzata)
    - 6th, 11th ed 14th battaglioni corazzati

  - 1st Armored Regiment
    - 1st, 4th ed13th battaglione carri

  - Truppe della divisione
    - 27th, 68th ed 91st batterie di artiglieria corazzata
    - 16th Engineer Battalion (battaglione del genio)
    - 81st Reconnaissance Squadron (squadrone da ricognizione)

-  34th Infantry Division (34ª Divisione corazzata statunitense): maggiore generale Charles W. Ryder
  - 133rd Infantry Regiment (133º reggimento fanteria)
    - 3 battaglioni (1st, 3rd, 100th)

  - 135th Infantry Regiment
    - 3 battaglioni

  - 168th Infantry Regiment
    - 3 battaglioni

  - Truppe della divisione
    - 125th, 151st ed 175th Light Artillery Battery (batterie di artiglieria leggera)
    - 185th Medium Artillery Battery (batteria di artiglieria media)
    - 109th Engineer Battalion (battaglione del genio)

-  36th Infantry Division (36ª Divisione corazzata statunitense): maggiore generale Fred L. Walker
  - 141st Infantry Regiment  (141º reggimento fanteria)
    - 3 battaglioni

  - 142nd Infantry Regiment
    - 3 battaglioni

  - 143rd Infantry Regiment
    - 3 battaglioni

  - Truppe di riserva
    - 131st, 132nd and 133rd Light Artillery Battery (batterie di artiglieria leggera)
    - 155th Medium Artillery Battery (batteria di artiglieria media)
    - 111th Engineer Battalion (battaglione del genio)

-  First Special Service Force: brigadiere generale Robert T. Frederick
  - 3 reggimenti formati da due battaglioni composti da due compagnie.
  - 1 batteria di artiglieria aviotrasportata

#### X Corps (X Corpo britannico)
tenente generale Richard McCreery
-  5th Infantry Division (5ª Divisione di fanteria): maggiore-generale Gerald Bucknall fino al 22 gennaio, poi tenente generale P. G. S. Gregson-Ellis)
  - 13th Infantry Brigade (13ª brigata di fanteria) comandante L. M. Campbell
    - 2nd Battalion, Cameronians (Scottish Rifles)
    - 2nd Battalion, Royal Inniskilling Fusiliers
    - 2nd Battalion, Wiltshire Regiment

  - 15th Infantry Brigade  (15ª brigata di fanteria) comandante E. O. Martin fino al 22 gennaio poi John Yeldham Whitfield
    - 1st Battalion, Green Howards
    - 1st Battalion, King's Own Yorkshire Light Infantry
    - 1st Battalion, York and Lancaster Regiment

  - 17th Infantry Brigade  (17ª brigata di fanteria) comandante Dudley Ward
    - 2nd Battalion, Royal Scots Fusiliers
    - 2nd Battalion, Northamptonshire Regiment
    - 6th Battalion, Seaforth Highlanders

  - 22nd Guards Brigade comandante R. B. R. Colvin
    - 6th Battalion, Grenadier Guards
    - 3rd Battalion, Coldstream Guards
    - 2nd Battalion, Scots Guards

  - Truppe della divisione
    - 91st, 92nd, 98th e 156th Field regiments (reggimenti di artiglieria campale), Royal Artillery
    - 102nd Medium Regiment, RA (artiglieria medio calibro)
    - 52nd Anti-tank Regiment, RA (artiglieria controcarro)
    - 18th Light Anti-aircraft Regiment, RA (artiglieria antiaerea leggera)
    - 215th Heavy Anti-aircraft Battery, RA (artiglieria antiaerea)
    - 5th Reconnaissance Regiment (5º reggimento ricognitori)
    - 50th Royal Tank Regiment (50º reale reggimento carri armati))
    - 7th Battalion, Cheshire Regiment (7º battaglione mitragliatrici)
    - 245th, 252nd 38th Field company (artiglierie da campagna), Royal Engineers
    - 254th Field Park Company, RE (compagnie del genio)
    - 18th Bridge Platoon, RE (18º plotone pontieri del genio)

-  46th Infantry Division  (46ª divisione fanteria): maggiore generale John Hawkesworth
  - 128th Infantry Brigade (128ª brigata di fanteria) comandante Manley Angell James
    - 2nd Battalion, Hampshire Regiment
    - 1/4th Battalion, Hampshire Regiment
    - 5th Battalion, Hampshire Regiment

  - 138th Infantry Brigade (138ª brigata di fanteria) comandante G. P. Harding
    - 6th Battalion, Lincolnshire Regiment
    - 2/4th Battalion, King's Own Yorkshire Light Infantry
    - 6th Battalion, York and Lancaster Regiment

  - 139th Infantry Brigade (139ª brigata di fanteria) comandante R. E. H. Stott
    - 2/5th Battalion, Leicestershire Regiment
    - 5th Battalion, Sherwood Foresters
    - 16th Battalion, Durham Light Infantry

  - Truppe della divisione
    - 70th, 71st ed 172nd Field regiments, RA (artiglieria campale)
    - 5th Medium Regiment, RA (artiglieria media)
    - 58th Anti-tank Regiment, RA  (artiglieria controcarro)
    - 115th Light Anti-aircraft Regiment, RA (artiglieria antiaerea leggera)
    - 215th Heavy Anti-aircraft Battery, RA (artiglieria antiaerea pesante)
    - 46th Reconnaissance Regiment (46º reggimento ricognitori)
    - 2nd Battalion, Royal Northumberland Fusiliers (mitragliatrici)
    - 270th, 271st ed 272nd Field company, Royal Engineers
    - 273rd Field Park Company, RE
    - 201st Bridge Platoon, RE
    - 40th Royal Tank Regiment (una squadra dalle riserve del Corpo)

-  56th Infantry Division (56ª divisione fanteria britannica) comandante maggiore generale Gerald Templer
  - 167th (London) Infantry Brigade  (167ª brigata di fanteria londinese) comandante C. E. A. Firth fino al 29 gennaio poi J. Scott-Elliott
    - 8th Battalion, Royal Fusiliers
    - 9th Battalion, Royal Fusiliers
    - 7th Battalion, Oxfordshire and Buckinghamshire Light Infantry

  - 168th (London) Infantry Brigade  (167ª brigata di fanteria londinese) comandante K. C. Davidson
    - 10th Battalion, Royal Berkshire Regiment
    - 1st Battalion, London Scottish
    - 1st Battalion, London Irish Rifles

  - 169th (London) Infantry Brigade  (167ª brigata di fanteria londinese) comandante L. O. Lyne
    - 2/5th Battalion, Queen's Royal Regiment (West Surrey)
    - 2/6th Battalion, Queen's Royal Regiment (West Surrey)
    - 2/7th Battalion, Queen's Royal Regiment (West Surrey)

  - Truppe della divisione
    - 64th, 65th, 113th ed 142nd Field regiment, RA (artiglieria campale)
    - 51st Medium Regiment, RA (artiglieria media)
    - 67th Anti-tank Regiment, RA (artiglieria anticarro)
    - 100th Light Anti-aircraft Regiment, RA (artiglieria antiaerea leggera)
    - 214th Heavy Anti-aircraft Battery, RA (artiglieria antiaerea pesante)
    - 44th Reconnaissance Regiment
    - 6th Battalion, Cheshire Regiment (mitragliatrici)
    - 220th, 221st and 501st Field companies, RE
    - 563rd Field Park Company, RE
    - 40th Royal Tank Regiment (una squadra assegnate dalle riserve del Corpo)

- Truppe di riserva
  - 23rd Armoured Brigade (23ª brigata corazzata britannica) comandante Robert Arkwright
    - 40th Royal Tank Regiment (meno le squadre assegnate ad altri reparti)
    - 50th Royal Tank Regiment (meno le squadre assegnate ad altri reparti)
    - 11th Battalion, King's Royal Rifle Corps

  - 2nd Special Service Brigade (2ª brigata servizi speciali) comandante T. D. L. Churchill
    - No. 9 Commando
    - No. 10 (Inter Allied) Commando
    - No. 40 (Royal Marine) Commando
    - No. 43 (Royal Marine) Commando (meno le squadre assegnate ad altri reparti)

  - 2nd Army Group Royal Artillery (al servizio)
    - 78th Field Regiment, RA
    - 69th, 74th and 140th Medium regiments, RA
    - 56th Heavy Regiment, RA
    - 146th Field Regiment, RA

#### Corps expéditionnaire français en Italie
generale Alphonse Juin
-  3e division d'infanterie algérienne (3ª Divisione di fanteria algerina): maggiore generale Joseph de Goislard de Monsabert
  - 3e régiment de tirailleurs algériens (3º reggimento di fucilieri algerini): colonnello François de Linares
    - 3 battaglioni

  - 4e régiment de tirailleurs tunisiens (4º reggimento di fucilieri tunisini) 
    - 3 battaglioni

  - 7e régiment de tirailleurs algériens (7º reggimento di fucilieri algerini) 
    - 3 battaglioni

  - Truppe della divisione
    - 67e régiment d'artillerie d'Afrique
    - 37° Groupe autonome des Forces Terrestres Antiaériennes
    - 83e bataillon du génie (battaglione del genio)
    - 3e régiment de spahis algériens de reconnaissance (3º reggimento di spahis algerini da ricognizione)

-  2e division d'infanterie marocaine (2ª Divisione di fanteria marocchina): generale André M. Dody
  - 4e régiment de tirailleurs marocains (4º reggimento di fucilieri algerini) 
    - 3 battaglioni

  - 5e régiment de tirailleurs marocains (5º reggimento di fucilieri algerini) 
    - 3 battaglioni

  - 8e régiment de tirailleurs marocains (8º reggimento di fucilieri algerini) 
    - 3 battalion

  - Truppe della divisione
    - 63e régiment d'artillerie d'Afrique
    - 87e bataillon du génie (battaglione del genio)
    - 41e groupe de Forces Terrestres Antiaériennes
    - 3e régiment de spahis marocains (3º reggimento di spahis marocchini)

  - 1er, 3e ed 4e  gruppi di tabors marocains (battaglioni di truppe coloniali marocchine) comandante generale Guillaume
    - 3 tabor (unità equivalenti a battaglioni composti da tre goum pari alle compagnie)

#### I Raggruppamento Motorizzato
generale Vincenzo Dapino
-   - 67º Reggimento fanteria "Legnano"
  - LI Battaglione bersaglieri
  - 11º Reggimento artiglieria,
  - V Battaglione controcarri
  - battaglione del genio

#### Riserva d'armata
-  45th Infantry Division (45ª divisione di fanteria statunitense) comandante maggiore generale William W. Eagles

Fu inviata ad Anzio e non prese parte ai combattimenti a Cassino

## Asse
Oberbefehlshaber Südwest: (comando supremo del settore sud-est) Feldmaresciallo Albert Kesselring

## Heeresgruppe C (Gruppo d'armate C)

### 10. Armee (10ª Armata)
generale (Generaloberst) Heinrich von Vietinghoff

#### XIV. Panzerkorps (XIV Corpo corazzato)
tenente generale (General der Panzertruppe) Fridolin von Senger und Etterlin
-  5. Gebirgs-Division (5ª Divisione da montagna, fino al 17 gennaio): tenente generale (General der Gebirgstruppe) Julius Ringel
  - Gebirgsjäger-Regiment 85 (85º reggimento truppe da montagna)
    - 3 battaglioni

  - Gebirgsjäger-Regiment 100 (100º reggimento truppe da montagna) 
    - 3 battaglioni

  - truppe di divisione
    - Aufklärungs-Bataillon 95 (95º battaglione ricognizione)
    - Gebirgs-Artillerie-Regiment 95 (95º reggimento artiglieria da montagna)
    - Panzerjäger-Bataillon 95 (95º battaglione anticarro)
    - Gebirgs-Pionier-Bataillon 95 (95º battaglione del genio militare)
    - leichte Flak Batterie (Luftwaffe) 73 (73ª batteria antiaerea leggera della Luftwaffe)

-  15. Panzergrenadier-Division (15ª Divisione panzergrenadier): maggior generale (Generalleutnant) Eberhard Rodt)
  - Panzergrenadier-Regiment 104 (104º reggimento Panzergrenadier)
    - 3 battaglioni

  - Panzergrenadier-Regiment 115  (115º reggimento Panzergrenadier)
    - 3 battaglioni

  - Panzergrenadier-Regiment 129 (129º reggimento Panzergrenadier)
    - 3 battaglioni

  - truppe di divisione
    - Panzer Aufklärungs Abteilung 115 (115º battaglione ricognizione corazzato)
    - Panzer Abteilung 115  (115º battaglione corazzato)
    - Artillerie Bataillon 33 (33º battaglione artiglieria)
    - Panzerjäger-Bataillon 33 (33º battaglione anticarro)
    - Pionier-Bataillon 115 (115º battaglione del genio militare)

-  44. Infanterie-Division (44ª Divisione di fanteria): maggior generale (Generalleutnant) Friedrich Franek
  - Infanterie-Regiment 131 (131º reggimento fanteria)
    - 3 battaglioni

  - Infanterie-Regiment 132 (132º reggimento fanteria)
    - 3 battaglioni

  - Infanterie-Regiment 134 (134º reggimento fanteria)
    - 3 battaglioni

  - truppe della divisione
    - Aufklärungs-Abteilung 44 (44º battaglione da ricognizione)
    - Artillerie-Regiment 96 (96º reggimento artiglieria)
    - Panzerabwehr-Abteilung 46 (46º battaglione anticarro)
    - Pionier-Bataillon 96 (96º battaglione del genio militare)

-  94. Infanterie-Division (94ª Divisione di fanteria): maggior generale (Generalleutnant) Bernhard Steinmetz
  - Infanterie-Regiment 267 (267º reggimento fanteria)
    - 3 battaglioni

  - Infanterie-Regiment 274 (274º reggimento fanteria)
    - 3 battaglioni

  - Infanterie-Regiment 276 (276º reggimento fanteria)
    - 3 battaglioni

  - truppe della divisione
    - Aufklärungs-Abteilung 194 (194º battaglione da ricognizione)
    - Artillerie-Regiment 194 (194º reggimento artiglieria)
    - Panzerabwehr-Abteilung 194 (194º battaglione anticarro)
    - Pionier-Bataillon 194 (194º battaglione del genio militare)

-  71. Infanterie-Division (71ª Divisione di fanteria, dal 17 gennaio): maggior generale (Generalleutnant) Wilhelm Raapke)
  - Infanterie-Regiment 191 (191º reggimento fanteria)
    - 3 battaglioni

  - Infanterie-Regiment 194 (194º reggimento fanteria)
    - 3 battaglioni

  - Infanterie-Regiment 211 (211º reggimento fanteria)
    - 3 battaglioni

  - Divisional troops
    - Aufklärungs-Abteilung 171 (171º battaglione da ricognizione)
    - Artillerie-Regiment 171 (171º reggimento artiglieria)
    - Panzerabwehr-Abteilung 171 (171º battaglione anticarro)
    - Pionier-Bataillon 171 (171º battaglione del genio militare)

-  3. Panzergrenadier-Division (3ª Divisione panzergrenadier, sostituita dalla 5. Gebirgs-Division dal 17 gennaio): tenente generale (General der Panzertruppen) Fritz-Hubert Gräser
  - Panzergrenadier-Regiment 8 (8º reggimento Panzergrenadier)
    - 3 battaglioni

#### Riserve d'armata
-  29. Panzergrenadier-Division  (29ª Divisione Panzergrenadier): generale Walter Fries
  - Panzergrenadier-Regiment 15 (15º reggimento Panzergrenadier)
    - 3 battaglioni

  - Panzergrenadier-Regiment 71 (71º reggimento Panzergrenadier)
    - 3 battaglioni

  - truppe della divisione
    - Panzer Aufklärungs Abteilung 129 (129º battaglione ricognizione corazzato)
    - Panzer Abteilung 129  (129º battaglione corazzato)
    - Artillerie Bataillon 29 (29º battaglione artiglieria)
    - Panzerjäger-Bataillon 29 (29º battaglione anticarro)
    - Pionier-Bataillon 29 (29º battaglione del genio militare)

-  90. Panzergrenadier Division (90ª Divisione Panzergrenadier): generale Ernst-Günther Baade
  - Panzer Grenadier Regiment 155
    - 3 battaglioni

  - Panzer Grenadier Regiment 200
    - 3 battaglioni

  - Panzer Grenadier Regiment 361
    - 3 battaglioni

  - truppe della divisione
    - Panzer Aufklärungs Abteilung 190 (190º battaglione ricognizione corazzato)
    - Panzer Abteilung 190  (190º battaglione corazzato)
    - Artillerie Bataillon 190 (190º battaglione artiglieria)
    - Panzerjäger-Bataillon 90 (90º battaglione anticarro)
    - Pionier-Bataillon 90 (90º battaglione del genio militare)